# Машинская, Ирина Викторовна
Ири́на Ви́кторовна Маши́нская (Irina Mashinski, род. 9 апреля 1958, Москва) — русский поэт и эссеист.

## Биография
Родилась в Москве. Отец: Виктор Александрович Машинский, архитектор и художник-график. Мать: Наталья Исааковна Машинская (Юдович), химик, дочь Офелии Виноградовой, актрисы Первого государственного театра для детей (Харьковский театр для детей и юношества). Дед по отцу, Александр Васильевич Машинский — выпускник ВХУТЕМАСа, театральный художник в 1920-х (Педагогический театр Григория Рошаля и др.); позднее московский архитектор, магистральный архитектор Первой Мещанской (Проспекта Мира). Окончила географический факультет и аспирантуру МГУ, где занималась теоретической палеоклиматологией и общей теорией ландшафта.  В 1985 г. создала и вела детскую литературную студию «Снегирь».  В 1991 г. эмигрировала в США. В начале эмиграции работала устным переводчиком в нью-йоркском агентстве по размещению беженцев, позднее  – учителем математики в старших классах средней школы, преподавала в Нью-Йоркском (NYU) и Монклэрском (Montclair) Университетах. Живет в Пенсильвании.

## Публикации
До эмиграции почти не печаталась. С 1992 г. публикуется в изданиях России и Зарубежья. Англоязычные тексты и переводы на другие языки выходят в  журналах и антологиях США, Канады и Европы. Автор тринадцати книг стихов, переводов и эссеистики, в том числе, книги избранного "Волк" (НЛО, 2009) и "Книги отражений. Тринадцать открыток и одно письмо" ("Кабинетный ученый", 2021). Редактор основанного совместно с поэтом Олегом Вулфом (1954-2011) в 2005 г. литературно-художественного журнала «Стороны света»; соредактор (вместе с Робертом Чандлером и Борисом Дралюком) журнала Cardinal Points (также основанного совместно с Олегом Вулфом в 2010 г. и в настоящий момент выходящего под эгидой Славянского Отделения Университета Брауна (Провиденс, США/ the Slavic Department of Brown University)).
Соредактор, совместно с Р. Чандлером и Б. Дралюком (Robert Chandler and Boris Dralyuk)  англоязычной антологии русской поэзии, The Penguin Book of Russian Рoetry (Penguin Classics, 2015). Сопереводчик изданной в 2018 г. книги стихов Льва Озерова "Портреты без рам": Lev Ozerov. Portraits Without Frames (NYRB, 2018).

## Премии
Первая Премия Иосифа Бродского/Стивена Спендера (совместно с Борисом Дралюком)   (The Joseph Brodsky/Stephen Translation Prize)  (2012)
Первая премия в Первом Волошинском Конкурсе (2003); Первая премия в конкурсе «Русская Америка» («Потому что мы здесь», 2001; разделено с Владимиром Друком).  Номинации на Премию им. Аполлона Григорьева («Стихотворения», 2001); Бунинскую Премию («Путнику снится», Проект ОГИ, 2004); Русскую Премию("Делавер", 2017); премию Московский счет  и др. Номинация на премию Pushcart 2023 (Giornata, 2022)

## Книги

##### Стихи и проза
- Потому что мы здесь. — NY: Lunar Offensive Press, 1995.
- После эпиграфа. — NY.: Слово — Word, 1996.
- Простые времена. — Tenafly: Hermitage Publishers, 2000.
- Стихотворения. — М.: издание Елены Пахомовой, 2001.
- Путнику снится. — М.: О. Г. И., 2004.
- Разночинец первый снег и другие стихотворения. — NY: Библиотека журнала 'Стороны света', 2008.
- Волк: Избранные стихотворения. — М.: Новое литературное обозрение, 2009.
- Офелия и мастерок. – Нью-Йорк: Ailuros Publishing, 2013
- Делавер. – М.: АРГО-РИСК, 2017
- The Naked World. A Tale with Verse. – Cheshire: MadHat, 2022
- Giornata. Translated  by Maria Bloshteyn and Boris Dralyuk. Somerville: Červená Barva Press, 2022.

###### Эссеистика
- Книга отражений. 13 открыток и одно письмо. – Екатеринбург: Кабинетный ученый/InВерсия, 2021

###### Переводы; составление и редактирование изданий
- The Penguin Book of Russian Рoetry (Penguin Classics, 2015)
- Lev Ozerov. Portraits without Frames. Translated by Maria Bloshteyn, Robert Chandler, Boris Dralyuk, and I rina Mashinski. New York: NYRB Classics, 2018.
- Крэг Чури[англ.]. Параллельное течение. Пер. Ирины Машинской. С.-Петербург: Петрополь, 1999.